# 1989-es Eurovíziós Dalfesztivál
Az 1989-es Eurovíziós Dalfesztivál volt a harmincnegyedik Eurovíziós Dalfesztivál, melynek a svájci Lausanne adott otthont. A helyszín a Lausanne-i Palais de Beaulieu volt.

## A résztvevők
Ciprus egy év kihagyás után tért vissza, így ismét huszonkettő dal versenyzett.
Két résztvevő, az izraeli Gili Natanael és a francia Nathalie Pâque mindössze tizenkettő és tizenegy évesek voltak. Utóbbi egyben a verseny legfiatalabb résztvevője. Sokan hangot emeltek az ellen, hogy gyerekek versenyezzenek, ezért az EBU a következő évtől bevezette azt a máig érvényben lévő szabályt, hogy csak tizenhat évnél idősebb előadók léphettek színpadra.
Dalszerzőként versenyzett a Modern Talking egyik tagja, Dieter Bohlen, ráadásul két dallal is: az osztrák és a német dalnak is ő volt a szerzője.
Az 1970-es verseny után mindössze másodszor fordult elő, hogy egyetlen visszatérő előadó sem volt a mezőnyben.

## A verseny
A versenyt az előző év nyertese, Céline Dion nyitotta a győztes dal egy részletével, illetve új, Where Does My Heart Beat Now című dalának világpremierjével. Utóbbi az amerikai Billboard Hot 100 lista negyedik helyéig jutott, és Dion első világslágere lett.
Először fordult elő, hogy egy dalnak két karmestere is volt. A dán karmester (aki valójában egy táncos volt) a dal egy pontján átadta a stafétát a valódi karmesternek, majd a színpadra vonult és csatlakozott a táncosokhoz.
Ez az egyetlen alkalom a dalverseny történetében, hogy Svájc indulója romans nyelven énekelt.
A verseny Magyarországon hatvan perces csúsztatással volt látható az MTV 2-n. A közvetítés kommentátora Vágó István volt.

## A szavazás
A szavazási rendszer megegyezett az 1980-as versenyen bevezetettel. Minden ország a kedvenc 10 dalára szavazott, melyek 1-8, 10 és 12 pontot kaptak. A szóvivők növekvő sorrendben hirdették ki a pontokat.
Izland először zárta pont nélkül a versenyt. Érdekesség, hogy a korábbi három szereplésük alkalmával mindannyiszor a tizenhatodik helyen végeztek.
Jugoszlávia első, és egyetlen győzelmét aratta, míg az Egyesült Királyság sorozatban másodszor, összesen már a tizenkettedik alkalommal végzett a második helyen.
Máig ez az utolsó alkalom, hogy a fellépési sorrendben utolsóként előadott dal győzött.

## Térkép

Részt vevő országok
Országok, melyek korábban részt vettek, de ebben az évben nem

## Eredmények
| #  | Ország             | Nyelv       | Előadó                                 | Dal                           | Magyar fordítás            | Helyezés | Pontszám |
| -- | ------------------ | ----------- | -------------------------------------- | ----------------------------- | -------------------------- | -------- | -------- |
| 01 | Olaszország        | olasz       | Anna Oxa és Fausto Leali               | Avrei voluto                  | Azt akartam volna          | 9.       | 56       |
| 02 | Izrael             | héber       | Gili és Galit                          | Derech hamelech               | A király útja              | 12.      | 50       |
| 03 | Írország           | angol       | Kiev Connolly & The Missing Passengers | The Real Me                   | A valós énem               | 18.      | 21       |
| 04 | Hollandia          | holland     | Justine Pelmelay                       | Blijf zoals je bent           | Maradj olyan, amilyen vagy | 15.      | 45       |
| 05 | Törökország        | török       | Pan                                    | Bana Bana                     | Nekem, nekem               | 21.      | 5        |
| 06 | Belgium            | holland     | Ingeborg                               | Door de wind                  | A szélen át                | 19.      | 13       |
| 07 | Egyesült Királyság | angol       | Live Report                            | Why Do I Always Get It Wrong? | Miért tévedek mindig?      | 2.       | 130      |
| 08 | Norvégia           | norvég      | Britt Synnøve Johansen                 | Venners nærhet                | Barátok közelsége          | 17.      | 30       |
| 09 | Portugália         | portugál    | Da Vinci                               | Conquistador                  | Hódító                     | 16.      | 39       |
| 10 | Svédország         | svéd        | Tommy Nilsson                          | En dag                        | Egy nap                    | 4.       | 110      |
| 11 | Luxemburg          | francia     | Park Café                              | Monsieur                      | Uram                       | 20.      | 8        |
| 12 | Dánia              | dán         | Birthe Kjær                            | Vi maler byen rød             | Vörösre festjük a várost   | 3.       | 111      |
| 13 | Ausztria           | német       | Thomas Forstner                        | Nur ein Lied                  | Csak egy dal               | 5.       | 97       |
| 14 | Finnország         | finn        | Anneli Saaristo                        | La dolce vita                 | Az édes élet               | 7.       | 76       |
| 15 | Franciaország      | francia     | Nathalie Pâque                         | J’ai volé la vie              | Loptam az életet           | 8.       | 60       |
| 16 | Spanyolország      | spanyol     | Nina                                   | Nacida para amar              | Szerelemre születve        | 6.       | 88       |
| 17 | Ciprus             | görög       | Jánisz Szavidákisz és Faní Poliméri    | Apópsze asz vrethúme          | Találkozzunk ma éjjel      | 11.      | 51       |
| 18 | Svájc              | romans      | Furbaz                                 | Viver senza tei               | Nélküled élni              | 13.      | 47       |
| 19 | Görögország        | görög       | Mariana                                | To diko sou asteri            | A saját csillagod          | 9.       | 56       |
| 20 | Izland             | izlandi     | Daniel                                 | Það sem enginn sér            | Amit senki sem lát         | 22.      | 0        |
| 21 | Németország        | német       | Nino de Angelo                         | Flieger                       | Szárnyalók                 | 14.      | 46       |
| 22 | Jugoszlávia        | szerbhorvát | Riva                                   | Rock Me                       | Rázz fel                   | 1.       | 137      |

## Ponttáblázat
|                    | Zsűrik      | Zsűrik | Zsűrik   | Zsűrik    | Zsűrik      | Zsűrik  | Zsűrik             | Zsűrik   | Zsűrik     | Zsűrik     | Zsűrik    | Zsűrik | Zsűrik   | Zsűrik     | Zsűrik        | Zsűrik        | Zsűrik              | Zsűrik | Zsűrik      | Zsűrik | Zsűrik      | Zsűrik      | Zsűrik |
| Össz               | Olaszország | Izrael | Írország | Hollandia | Törökország | Belgium | Egyesült Királyság | Norvégia | Portugália | Svédország | Luxemburg | Dánia  | Ausztria | Finnország | Franciaország | Spanyolország | Ciprusi Köztársaság | Svájc  | Görögország | Izland | Németország | Jugoszlávia |        |
| ------------------ | ----------- | ------ | -------- | --------- | ----------- | ------- | ------------------ | -------- | ---------- | ---------- | --------- | ------ | -------- | ---------- | ------------- | ------------- | ------------------- | ------ | ----------- | ------ | ----------- | ----------- | ------ |
| Olaszország        | 56          |        |          |           |             |         |                    |          |            | 7          |           |        |          |            | 10            |               | 12                  | 6      | 2           | 4      |             | 7           | 8      |
| Izrael             | 50          | 1      |          | 7         | 3           |         |                    | 2        |            |            | 5         |        | 5        |            | 5             |               |                     |        | 7           |        | 5           | 3           | 7      |
| Írország           | 21          |        |          |           |             | 7       | 3                  |          | 3          |            |           | 2      |          |            |               |               |                     |        |             |        |             | 4           | 2      |
| Hollandia          | 45          | 10     |          | 3         |             |         |                    | 3        |            |            |           | 1      |          | 4          | 4             | 7             | 6                   |        |             | 1      |             | 6           |        |
| Törökország        | 5           |        |          |           |             |         |                    |          |            |            |           |        |          |            |               |               | 1                   |        |             |        |             |             | 4      |
| Belgium            | 13          |        |          | 5         | 5           |         |                    |          | 2          |            |           |        |          |            |               |               |                     |        |             |        | 1           |             |        |
| Egyesült Királyság | 130         | 6      | 7        | 4         | 7           | 1       |                    |          | 12         | 12         | 10        | 12     | 1        | 8          | 6             | 12            | 10                  | 2      |             | 2      |             | 12          | 6      |
| Norvégia           | 30          |        | 2        |           | 2           | 5       | 8                  |          |            |            | 2         |        | 6        |            |               | 4             |                     |        | 1           |        |             |             |        |
| Portugália         | 39          |        |          |           |             | 4       | 2                  |          | 1          |            | 3         | 7      |          | 6          | 2             |               | 8                   |        |             | 6      |             |             |        |
| Svédország         | 110         |        | 6        |           |             |         | 6                  | 4        | 8          | 8          |           | 6      | 12       | 12         |               | 2             | 5                   | 8      | 3           | 8      | 2           | 8           | 12     |
| Luxemburg          | 8           |        |          |           |             |         |                    |          |            |            |           |        |          |            |               | 5             | 3                   |        |             |        |             |             |        |
| Dánia              | 111         | 5      | 1        | 10        | 12          | 6       | 4                  | 10       | 10         | 2          | 12        | 3      |          | 7          | 12            | 6             |                     |        |             |        | 10          |             | 1      |
| Ausztria           | 97          | 12     | 8        |           |             | 3       | 12                 |          |            |            | 7         |        | 4        |            | 1             |               | 2                   | 10     | 8           | 12     | 8           | 5           | 5      |
| Finnország         | 76          |        | 10       | 8         | 6           | 10      |                    |          |            | 1          | 4         | 4      |          | 3          |               | 10            | 7                   | 3      |             |        |             |             | 10     |
| Franciaország      | 60          | 3      | 5        | 6         | 4           |         |                    |          | 5          |            | 1         | 8      | 3        | 5          | 3             |               |                     | 7      |             | 5      |             | 2           | 3      |
| Spanyolország      | 88          | 8      |          |           |             | 2       | 7                  | 7        | 4          |            |           | 10     |          |            | 8             | 8             |                     | 4      | 10          | 10     |             | 10          |        |
| Ciprus             | 51          | 2      | 3        | 1         |             |         |                    | 6        |            | 6          |           |        | 8        | 2          |               |               |                     |        | 4           | 7      | 12          |             |        |
| Svájc              | 47          | 4      | 4        |           | 10          | 8       |                    | 8        |            | 3          |           |        | 2        | 1          |               |               |                     |        |             |        | 7           |             |        |
| Görögország        | 56          |        |          |           | 1           |         | 1                  | 5        | 6          | 10         |           |        |          |            |               | 1             | 4                   | 12     | 12          |        | 4           |             |        |
| Izland             | 0           |        |          |           |             |         |                    |          |            |            |           |        |          |            |               |               |                     |        |             |        |             |             |        |
| Németország        | 46          | 7      |          | 2         |             |         | 5                  | 1        |            | 5          | 6         |        | 7        |            |               |               |                     | 1      | 6           | 3      | 3           |             |        |
| Jugoszlávia        | 137         |        | 12       | 12        | 8           | 12      | 10                 | 12       | 7          | 4          | 8         | 5      | 10       | 10         | 7             | 3             |                     | 5      | 5           |        | 6           | 1           |        |

## 12 pontos országok
| Darab | 12 pontos országok          |
| ----- | --------------------------- |
| 5     | Egyesült Királyság          |
| 4     | Jugoszlávia                 |
| 3     | Ausztria, Dánia, Svédország |
| 2     | Görögország                 |
| 1     | Olaszország, Ciprus         |